# Michael de Sá Andrade
Michael de Sá Andrade, né le 14 août 1995, est un joueur de futsal international français.
Il fait partie de l'équipe de France et participe à sa première compétition internationale, lors de l'Euro 2018.

## Biographie

### Enfance et formation
Mickaël de Sá Andrade déclare en 2017 : « J’ai connu le futsal sur Youtube avec le championnat espagnol. Ensuite, mon quartier a créé un club pour les jeunes ». Le jeune joueur est issu du club de futsal Marcouville City, anciennement Aquarelle CS Marcouville, à Cergy-Pontoise.

### Haut niveau à Toulouse
En 2013, alors sélectionné en équipe de France U21, Michael est repéré puis recruté par l’UJS Toulouse en Division 2 nouvellement créée.

### Titres avec Garges Djibson
En 2015, Michael de Sá Andrade intègre l’effectif du Garges Djibson en Division 1, avec qui il remporte le titre de champion de France 2016-2017. De Sá Andrade est élu parmi les meilleurs joueurs du championnat.
Au terme de la saison 2017-2018, Michael participe aux play-off de D1 pour la troisième année consécutive.

### Un club par an
En 2018-2019, de Sá Andrade rejoint le Sporting Club de Paris. L'équipe ne parvient pas à atteindre les play-offs mais joue la finale de la Coupe de France contre son ancien club de Garges Djibson.
Pour la saison 2019-2020, Michael retourne à Garges.
À l'été 2020, Michael de Sá Andrade retrouve Toulouse en s'engageant avec le Toulouse Métropole FC.

### En équipe nationale
Durant la saison 2012-2013, encore à Marcouville, Michael de Sá Andrade est retenu en équipe de France U21 de futsal. En octobre 2013, arrivé à l'UJS Toulouse participe à un stage de détection de l'équipe de France espoirs (moins de 21 ans) mais n'est pas retenu.
Mi-septembre 2017, Andrade est retenu en équipe de France par Pierre Jacky pour disputer les barrages de l'Euro 2018 contre la Croatie. Mi-janvier 2018, comme lors des deux derniers rassemblement, Michael est retenu en équipe de France pour l'Euro 2018, la première compétition majeure de l'histoire de la sélection. Il entre en jeu face à l'Espagne (4-4) et l'Azerbaïdjan (3-5) mais ne marque pas. Les Bleus sont éliminés au premier tour.
À l'été 2020, Michael de Sá Andrade comptabilise près de 35 sélections en équipe de France au moment de s'engager avec le Toulouse Métropole FC. Il est retenu pour les deux matchs amicaux contre la Moldavie fin septembre 2020 et inscrit un doublé lors du premier largement gagné (10-1).

## Palmarès
- Championnat de France (1) :
  - champion en 2017 avec Garges Djibson ;
  - finaliste en 2016 avec Garges Djibson ;
- Coupe de France (1) :
  - vainqueur en 2019 avec le Sporting Paris.